# Андрија II Арпадовић
Андрија II Угарски (око 1177—12. септембар 1235) је био угарски и далматинско-хрватски краљ из династије Арпадовића од 1205. до 1235. године. Пре доласка на власт био је херцег, односно намесник Далмације и Хрватске (1197—1203). Познат је по покретању Петог крсташког рата (1217) и доношењу Златне буле (1222) којом је ограничио власт угарских краљева.

## Детињство и младост
Андрија је био млађи син Беле III, угарског краља и Ане од Шатијона, ћерке антиохијског кнеза. Рођен је око 1177. године. Пошто је био млађи син, угарски престо му није био намењен. Престо је после Белине смрти требало да наследи његов старији брат Емерик. Принцип примогенитуре је у Угарску увео сам Бела III који је и сам морао да води борбу за престо против свога рођака Стефана III. Емерик је крунисан 1182. године, још за време очевог живота. Године 1185. Бела користи борбе за власт у Галицији па је напада и на њено чело поставља Андрију. Андрија се на власти одржао четири године. Године 1189. избија устанак. Устанике је помагала и Пољска. Андрија је приморан да се одрекне круне и напусти земљу.

## Борба за власт
Бела је умро 1196. године. Наследио га је син Емерик. Андрија је у наследство добио новац и имања. Већ следеће године браћа су заратила. Андрија је желео угарску круну за себе. Папа му је претио екскомуникацијом уколико не испуни очев завет, али се Андрија на то није обазирао. Рат се завршио краткотрајним примирјем. Андрија је добио титулу херцега и управу над Хрватском и Далмацијом. На овим територијама владао је апсолутистички. Већ 1199. године Андрија поново диже побуну, али је тешко поражен у близини језера Балатон. Након овог пораза се повукао у Аустрију код војводе Леополда VI. Захваљујући интервенцији папе Иноћентија, између Емерика са једне и Андрије и Леополда са друге стране је поново склопљен мир, а Андрија је повратио своју титулу херцега. Овлашћења су му, истина, била смањена.
Емерик се обавезао да ће покренути крсташки рат против неверника. Припреме су започеле 1201. године, а Андрија је именован регентом у његовом одсуству. Међутим, ове намере осујетио је рат против Србије. Године 1203. Андрија се први пут венчао. Жена му је била Гертруда од Мерана. Исте године је по трећи пут покренуо побуну против брата. Поново је поражен и заточен у Кнегинцу. Следеће године је Емерик крунисао свога сина Ладислава III за наследника. Исте године браћа су се помирила, а Андрија је постао старалац малолетног Ладислава. Емерик умире 1204. године. Андрија је прекршио обећање и извршио државни удар преузимајући престо. Констанца Арагонска (Белина удовица) бежи са Ладиславом у Аустрију. Млади престолонаследник умро је 7. маја 1205. године. Андрија је тако и званично постао угарски краљ.

## Први период владавине
Андријина борба за престо ослабила је положај угарског краља, а ојачала власт локалних владара. Сам Андрија био је расипник, па је стање додатно погоршавао. Најзначајније титуле и чинове делио је својим рођацима, а Гертруда је имала потпуну контролу над својим мужем. Овакво стање изазвало је револт међу великашима који су убили краљицу. Године 1216. Андрија се по други пут венчао, овога пута са Јоландом, сестричином латинских царева Балдуина и Хенрија.

## Пети крсташки рат
Четврти крсташки рат показао се као велика срамота за хришћане. Уместо да покрену поход на муслимане, крсташи су напали на византијску престоницу освајајући је и формирајући више крсташких држава. Хришћани у Светој земљи сналазили су се како су умели. Иако је Јерусалим изгубљен још 1189. године, одредбама мировног уговора у Јафи (којим је завршен Трећи крсташки рат) формирана је крсташка држава са малом територијом дуж обале између Бејрута и Јафе. Припадали су јој градови Тир, Хаифа, Цезареја, Арсуф, Јафа, Лида и Рамла. Престоница је био град Акра. Саладинов наследник Малик ел Адил био је присталица мира и сарадње са хришћанима те са јерусалимским краљем Јованом Бријеном скала мир и низ трговачких уговора (1204. године). Мир ће 1217. године нарушити Андрија.
Током владавине Андријиног оца Беле у Светој земљи вођен је Трећи крсташки рат. Бела је угостио светоримског цара Фридриха I Барбаросу. Рат са Венецијом одвратио га је од идеје да се и сам прикључи походу. Пред смрт је свога сина Андрију обавезао да крсташима пружи помоћ. Андрија је обећао да ће се борити против муслимана. Испуњење обећања одлагао је током првог периода своје владавине. Проблеме који су потресали Угарску Андрија је приписивао Божјој казни због своје неодлучности. Због тога, у сарадњи са Бабонићима и другим племићким породицама, покреће Пети крсташки рат. Како није имао новца за превоз армије, одрекао се Задра у корист Млетачке републике. Угарска војска извршила је низ пљачкашких похода у Галилеји. Сем тога крсташи нису ништа значајније постигли па су се вратили кућама. Андрија је са собом донео низ реликвија.

## Други период владавине
По повратку, Андрија је наставио са старим системом владавине. Започео је залагати новац код Јевреја и расипати га. Великаши дижу устанак који је предводио лично Андријин син Бела. Краљ је 1222. године сазвао Сабор и издао Златну булу којом је ограничио сопствену власт. Була је касније постала најзначајнији правни акт у држави. Сваки краљ је пре ступања на престо морао пристати на услове прописане Андријином булом. Године 1226. Бела постаје Андријин савладар. Титула херцега Хрватске припала је Андријином млађем сину Коломану. Коломан је угушио устанке који су избили у Босни и Хрватској.
Током последњих година Андријине владавине Угарска је водила рат са Фридрихом II, војводом Аустрије. У сукобима је победу однео Андрија (1234. године). Андрија умире 21. септембра 1235. године. Бела IV, дотадашњи савладар, преузима угарски престо.

## Породично стабло
|  |                             |  |  |  |  |  |  |  |  |  |  |  |  |  |  |  |
|  | 16. Алмош Хрватски          |  |  |  |  |  |  |  |  |  |  |  |  |  |  |  |
|  |                             |  |  |  |  |  |  |  |  |  |  |  |  |  |  |  |
|  |                             |  |  |  |  |  |  |  |  |  |  |  |  |  |  |  |
|  | 8. Бела II Слепи            |  |  |  |  |  |  |  |  |  |  |  |  |  |  |  |
|  |                             |  |  |  |  |  |  |  |  |  |  |  |  |  |  |  |
|  |                             |  |  |  |  |  |  |  |  |  |  |  |  |  |  |  |
|  | 17. Предслава Кијевска      |  |  |  |  |  |  |  |  |  |  |  |  |  |  |  |
|  |                             |  |  |  |  |  |  |  |  |  |  |  |  |  |  |  |
|  |                             |  |  |  |  |  |  |  |  |  |  |  |  |  |  |  |
|  | 4. Геза II                  |  |  |  |  |  |  |  |  |  |  |  |  |  |  |  |
|  |                             |  |  |  |  |  |  |  |  |  |  |  |  |  |  |  |
|  |                             |  |  |  |  |  |  |  |  |  |  |  |  |  |  |  |
|  | 18. Урош I Вукановић        |  |  |  |  |  |  |  |  |  |  |  |  |  |  |  |
|  |                             |  |  |  |  |  |  |  |  |  |  |  |  |  |  |  |
|  |                             |  |  |  |  |  |  |  |  |  |  |  |  |  |  |  |
|  | 9. Јелена Вукановић         |  |  |  |  |  |  |  |  |  |  |  |  |  |  |  |
|  |                             |  |  |  |  |  |  |  |  |  |  |  |  |  |  |  |
|  |                             |  |  |  |  |  |  |  |  |  |  |  |  |  |  |  |
|  | 19. Ана Диогенеса           |  |  |  |  |  |  |  |  |  |  |  |  |  |  |  |
|  |                             |  |  |  |  |  |  |  |  |  |  |  |  |  |  |  |
|  |                             |  |  |  |  |  |  |  |  |  |  |  |  |  |  |  |
|  | 2. Бела III                 |  |  |  |  |  |  |  |  |  |  |  |  |  |  |  |
|  |                             |  |  |  |  |  |  |  |  |  |  |  |  |  |  |  |
|  |                             |  |  |  |  |  |  |  |  |  |  |  |  |  |  |  |
|  | 20. Владимир Мономах        |  |  |  |  |  |  |  |  |  |  |  |  |  |  |  |
|  |                             |  |  |  |  |  |  |  |  |  |  |  |  |  |  |  |
|  |                             |  |  |  |  |  |  |  |  |  |  |  |  |  |  |  |
|  | 10. Мистислав I Велики      |  |  |  |  |  |  |  |  |  |  |  |  |  |  |  |
|  |                             |  |  |  |  |  |  |  |  |  |  |  |  |  |  |  |
|  |                             |  |  |  |  |  |  |  |  |  |  |  |  |  |  |  |
|  | 21. Гита од Весекса         |  |  |  |  |  |  |  |  |  |  |  |  |  |  |  |
|  |                             |  |  |  |  |  |  |  |  |  |  |  |  |  |  |  |
|  |                             |  |  |  |  |  |  |  |  |  |  |  |  |  |  |  |
|  | 5. Еуфросина Кијевска       |  |  |  |  |  |  |  |  |  |  |  |  |  |  |  |
|  |                             |  |  |  |  |  |  |  |  |  |  |  |  |  |  |  |
|  |                             |  |  |  |  |  |  |  |  |  |  |  |  |  |  |  |
|  | 1. Андрија II Арпадовић     |  |  |  |  |  |  |  |  |  |  |  |  |  |  |  |
|  |                             |  |  |  |  |  |  |  |  |  |  |  |  |  |  |  |
|  |                             |  |  |  |  |  |  |  |  |  |  |  |  |  |  |  |
|  | 6. Рене од Шатијона         |  |  |  |  |  |  |  |  |  |  |  |  |  |  |  |
|  |                             |  |  |  |  |  |  |  |  |  |  |  |  |  |  |  |
|  |                             |  |  |  |  |  |  |  |  |  |  |  |  |  |  |  |
|  | 3. Агнеса од Антиохије      |  |  |  |  |  |  |  |  |  |  |  |  |  |  |  |
|  |                             |  |  |  |  |  |  |  |  |  |  |  |  |  |  |  |
|  |                             |  |  |  |  |  |  |  |  |  |  |  |  |  |  |  |
|  | 28. Боемунд Тарентски       |  |  |  |  |  |  |  |  |  |  |  |  |  |  |  |
|  |                             |  |  |  |  |  |  |  |  |  |  |  |  |  |  |  |
|  |                             |  |  |  |  |  |  |  |  |  |  |  |  |  |  |  |
|  | 14. Боемунд II од Антиохије |  |  |  |  |  |  |  |  |  |  |  |  |  |  |  |
|  |                             |  |  |  |  |  |  |  |  |  |  |  |  |  |  |  |
|  |                             |  |  |  |  |  |  |  |  |  |  |  |  |  |  |  |
|  | 29. Констанца Француска     |  |  |  |  |  |  |  |  |  |  |  |  |  |  |  |
|  |                             |  |  |  |  |  |  |  |  |  |  |  |  |  |  |  |
|  |                             |  |  |  |  |  |  |  |  |  |  |  |  |  |  |  |
|  | 7. Констанца Антиохијска    |  |  |  |  |  |  |  |  |  |  |  |  |  |  |  |
|  |                             |  |  |  |  |  |  |  |  |  |  |  |  |  |  |  |
|  |                             |  |  |  |  |  |  |  |  |  |  |  |  |  |  |  |
|  | 30. Балдуин II Јерусалимски |  |  |  |  |  |  |  |  |  |  |  |  |  |  |  |
|  |                             |  |  |  |  |  |  |  |  |  |  |  |  |  |  |  |
|  |                             |  |  |  |  |  |  |  |  |  |  |  |  |  |  |  |
|  | 15. Алиса Антиохијска       |  |  |  |  |  |  |  |  |  |  |  |  |  |  |  |
|  |                             |  |  |  |  |  |  |  |  |  |  |  |  |  |  |  |
|  |                             |  |  |  |  |  |  |  |  |  |  |  |  |  |  |  |
|  | 31. Морфија од Мелитене     |  |  |  |  |  |  |  |  |  |  |  |  |  |  |  |
|  |                             |  |  |  |  |  |  |  |  |  |  |  |  |  |  |  |
|  |                             |  |  |  |  |  |  |  |  |  |  |  |  |  |  |  |